# 利廷胡托里
49°20′44″N 28°2′59″E / 49.34556°N 28.04972°E
利廷胡托里（烏克蘭語：Літинські Хутори），是烏克蘭的村落，位於該國西南部文尼察州，由文尼察區利廷市镇負責管轄，始建於1923年，面積0.06平方公里，海拔高度286米，2001年人口376，人口密度每平方公里6,596.49人。